# アジ化銀(I)
アジ化銀(I)（アジかぎん いち、英: silver(I) azide）は、化学式 AgN3 で表される銀の窒化物で、銀(I)アジドともいう。窒化銀（ちっかぎん） Ag3N と組成式が似ているため、混同されることがある。いずれも衝撃などが加わると爆発する性質がある。一時期はアジ化鉛が鉛公害問題で使用できなくなったことで代替品として用いられたが、コストが高いため、現在ではジアゾジニトロフェノール (DDNP) への移行が進みあまり使用されなくなっている。

## 合成法
アジ化ナトリウムと硝酸銀から合成される。
{\displaystyle {\ce {NaN3\ + AgNO3 -> AgN3\ + NaNO3}}}